# Surýn úhořovitý
Surýn úhořovitý (Siren lacertina) je obojživelník obývající stojaté vody Atlantské nížiny v USA. Má protáhlé tělo dlouhé půl metru až metr, šedohnědě zbarvené, což ho činí nenápadným v bahně, kde se většinou zdržuje. Vyznačuje se tím, že má vyvinutý pouze přední pár nohou. Také má keříčkovité vnější žábry; ty jsou typické pro larvy obojživelníků, ale surýn nebo axolotl mexický si je udrží celý život (tzv. neotenie). Surýni jsou aktivní převážně v noci, živí se pulci, plži a rybím potěrem. Ukrývá se mezi vodní vegetací a když je chycen, vydává zvláštní kvikavé zvuky. Období sucha přečkává ve schránce z bahna, kde vydrží až půl roku. Dožívá se až patnácti let.